# Уэлсли, Генри, 1-й граф Коули
Генри Ричард Чарльз Уэлсли, 1-й граф Коули (англ. Henry Richard Charles Wellesley, 1st Earl Cowley; 17 июня 1804 — 15 июля 1884) — британский дворянин и дипломат, известный как лорд Коули с 1847 по 1857 год. Он служил послом Великобритании во Франции с 1852 по 1867 год.

## Происхождение и образование
Генри Уэлсли родился 17 июня 1804 года. Старший сын Генри Уэлсли, 1-го барона Коули (1773—1847), и леди Шарлотты Кадоган (1781—1853), дочери Чарльза Кадогана, 1-го графа Кадогана (1727—1807). Он был племянником 1-го герцога Веллингтона и 1-го маркиза Уэлсли. Он получил образование в Итоне и колледже Брасенос в Оксфорде.

## Дипломатическая карьера
Уэлсли поступил на дипломатическую службу в 1824 году, а свое первое важное назначение получил в 1845 году, когда стал полномочным министром в Османской империи. За этим последовало в июне 1851 года его назначение Чрезвычайным посланником и Полномочным министром в восстановленном сейме Германского союза, должность, которую он занимал лишь в течение короткого времени, поскольку в 1852 году он был выбран преемником лорда Норманби на посту посла Великобритании в Париже. Лорд Коули, каким стал Уэлсли после смерти своего отца в 1847 году, занимал этот важный пост пятнадцать лет, и историю его дипломатической жизни в Париже невозможно отделить от общей истории Англии и Франции. Будучи министром на протяжении большей части правления императора Наполеона III, он вел деликатные переговоры между двумя странами во время тех восточных осложнений, которые предшествовали и последовали за Крымской войной, а также во время волнений и волнений, вызванных попыткой 1858 года — Феличе Орсини с целью убийства императора Франции; в то время как его дипломатическое мастерство не менее проявилось во время войны между Францией и Австрией и последующего хода событий в Италии.
В 1857 году ему были пожалованы титулы виконта Дангана в графстве Мит и графа Коули. В 1866 году он был удостоен звания кавалера Ордена Подвязки. Помогая Ричарду Кобдену заключить торговый договор между Великобританией и Францией в 1860 году, он вышел в отставку с поста посла в 1867 году.

## Личная жизнь
22 октября 1833 года в часовне Святого Георгия, Виндзорский замок, лорд Коули женился на Достопочтенной Оливии Сесилии Фицджеральд (11 января 1807 — 21 апреля 1885), дочери 20-й баронессы де Рос и лорда Генри Фицджеральда (четвёртого сына 1-го герцога Лейнстера). Вместе они были родителями трех сыновей и двух дочерей:
- Уильям Генри Уэлсли, 2-й граф Коули (25 августа 1834 — 28 февраля 1895), старший сын и преемник отца.
- Леди Федоровна Сесилия Уэлсли (1838 — 30 марта 1920), вышедшая замуж за Фрэнсиса Берти, 1-го виконта Берти Теймского, в 1874 году.
- Леди София Джорджиана Робертина Уэлсли (1840 — 3 июня 1923), вышедшая замуж за Чарльза Филипа Йорка, 5-го графа Хардвика, в 1863 году.
- Достопочтенный Сесил Чарльз Фоули Уэлсли (1842 — 28 марта 1916), служивший в Королевском флоте и умерший неженатым.
- Полковник достопочтенный Фредерик Артур Уэлсли (24 марта 1844 — 9 февраля 1931), который в 1873 году женился на Эмме Энн Кэролайн Блумфилд Лофтус, дочери лорда Августа Лофтуса; они развелись, и в 1884 году он женился вторым браком на Кэтрин Канделин; они развелись в 1897 году, и в 1904 году он женился на Эвелин Катрин Гвенфра Уэлсли, герцогине Веллингтон (урождённой Уильямс); она была дочерью Томаса Пирса Уильямса, члена парламента, и вдовой Генри Уэлсли, 3-го герцога Веллингтона.

Лорд Коули скончался 15 июля 1884 года на Олбемарл-стрит в Лондоне. Ему унаследовал свои титулы его старший сын Уильям. В 1863 году лорд Коули унаследовал бывшее семейное поместье Лонг Дрейкот-Серн в Уилтшире от своего родственника, 5-го графа Морнингтона, и четыре года спустя вышел в отставку. Через своего младшего сына он приходился дедушкой сэру Виктору Уэлсли.
Ему принадлежало почти 6 000 акров земли.